# Paul Bernard de Fontaine

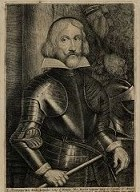
Paul Bernard de Fontaine

Paul-Bernard de Fontaine (* 1576 in Lothringen; † 19. Mai 1643 in Rocroi), auch als Comte Fontaine, Conde Fontana oder Fuentes bekannt, war Kommandeur der spanischen Infanterie während des Achtzigjährigen Krieges. Er war Vogt von Brügge und Gouverneur von Damme. Er nahm an den Schlachten um Hulst, Kallo und Antwerpen teil.

## Leben
Paul-Bernard de Fontaine war der Sohn von Francisco de Fontaine, Herr von Cierges, Reiteroberst, Gouverneur von Stenay, Verwalter des Herzogs von Lothringen, und Suzanne d'Urre. Beide starben kurz nacheinander, bevor Fontaine das erste Lebensjahr vollendet hatte. Sein Großvater mütterlicherseits, Jean d'Urre, Herr von Thessières, kümmerte sich um ihn, bis dieser 1584 die Vormundschaft wegen fortgeschrittenen Alters niederlegte (er war 87 und starb zwei Jahre später) und seinem ältesten Sohn Charles übertrug.
1636 stiftete er zusammen mit seiner Frau Anna de Ragicourt in der Zwarteleertouwersstraat in Brügge eine Kapelle und Almosenhaus für zwölf dienstunfähige und daher verarmte Soldaten. Sein Wappen ist über der Tür in der Seitenwand angebracht. Das Gebäude wurde bis 1914 stiftungsgemäß genutzt und ist mittlerweile Baudenkmal. Der St.-Walburga-Kirche zu Damme spendete er einen Hauptaltar, der sein Wappen trägt.

## Militärische Laufbahn

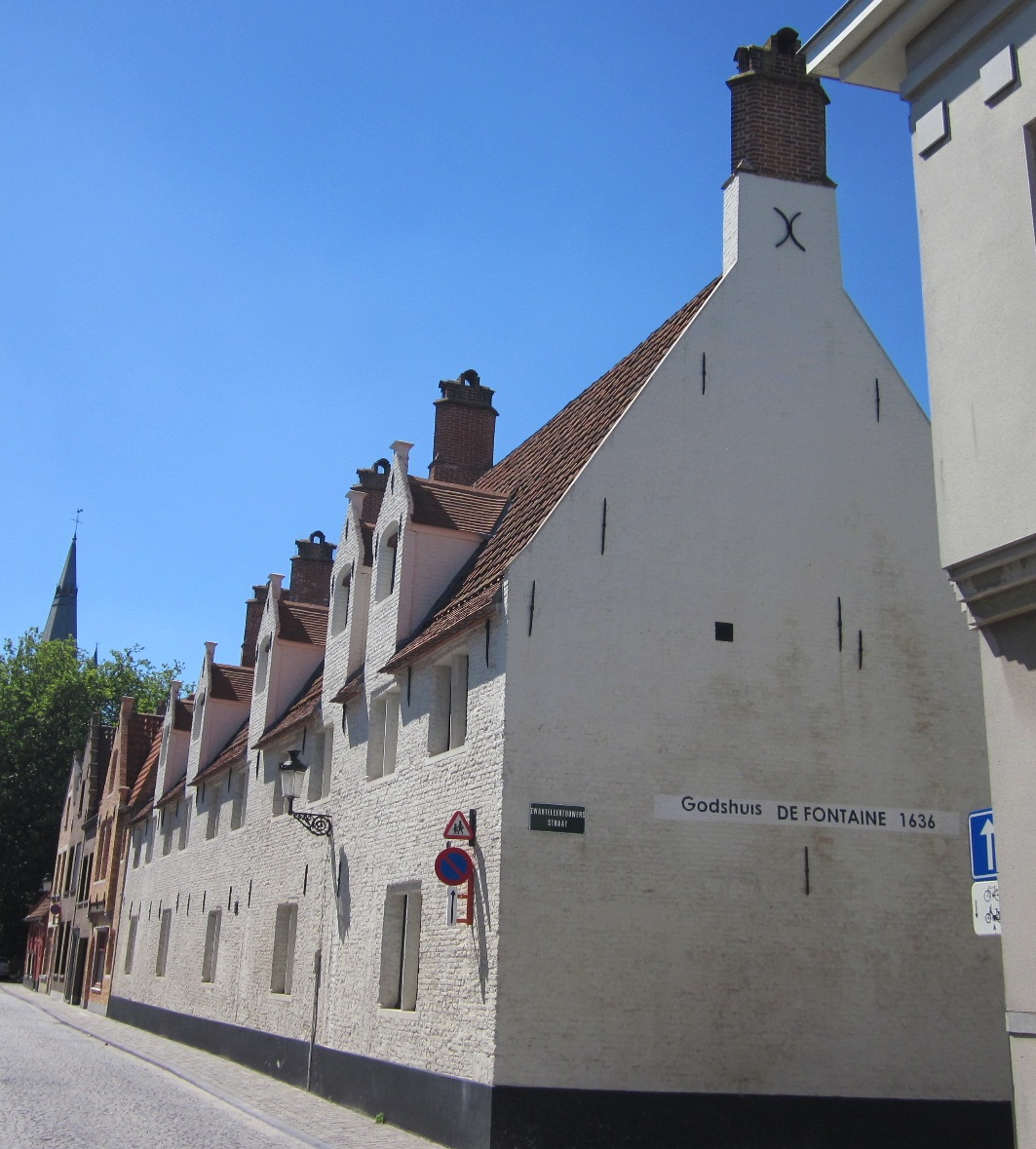
Almosenhaus „Godshuis DE FONTAINE“, Zwarteleertouwersstraat, Brügge

Im Jahr 1596 trat Fontaine als Freiwilliger in den Dienst des Königs von Spanien und machte in der Folge Karriere. 1597 Kapitän der Infanterie, 1604 Kapitän der Kavallerie, wurde er 1611 militärischer Befehlshaber in Flandern. Als 1621 der zwölfjährige Waffenstillstand endete, ließ er Festungen von Knokke bis Lapscheure erbauen, später bekannt als Fontaine-Linie. 1631 durchbrach er als Kommandeur der spanischen Truppen die Belagerung von Brügge durch Prinz Friedrich Heinrich von Oranien-Nassau. Fontaine trat im Laufe seiner Karriere mehr als effizienter Verwalter denn als Militärstratege in Erscheinung.
1638 erfolgte seine Ernennung zum Generaloberst der Infanterie (Maestre de campo general). Zu diesem Zeitpunkt war er bereits chronisch krank und im Grunde kaum noch militärtauglich. Inzwischen reitunfähig, befehligte er in der Schlacht bei Rocroi 1643 von einem Tragestuhl aus seine Terzios, bevor er fiel und später in der Klosterkirche der Minderbrüder von Brügge begraben wurde. (Kloster und Kirche wurden später während der Französischen Besatzung zerstört.)

## Namensproblematik
Ältere Quellen verwechseln Fontaine mehrfach mit dem spanischen Feldherrn und Staatsmann Pedro Henriquez de Acevedo y Toledo, Conde de Fuentes. Ein Grund dafür ist vermutlich, dass der französische Herkunftsname (Fontaine = frz. „Quelle“) bis in die Mitte des 20. Jahrhunderts hinein gelegentlich in Fuentes (sp. „Quelle“) fälschlich rückübersetzt wurde (so noch mindestens bis zum Jahr 2011 im Pariser Armeemuseum, das laut einem Ausstellungsvermerk den in der Schlacht von Rocroi erbeuteten Tragestuhl des „Generals Fuentes“, tatsächlich also Fontaines, aufbewahrt). Die Rückübersetzung geschah vielleicht bewusst, um die französische Herkunft dieses spanischen Generals zu verschleiern.